# Вагнер, Войцех-Адальберт Иосифович
Войцех-Адальберт Иосифович Вагнер (пол. Wojciech-Adalbert Wagner; ок. 1872, Желехув — 4 (17) июня 1905, Харьков) — католический священник польского происхождения, викарий при соборе Успения Пресвятой Девы Марии в Харькове. Преподавал Закон Божий в местных учебных заведениях и имел хорошую репутацию среди католического и православного населения города. Умер в результате разбойного нападения. Его именем был назван детский приют католической общины Харькова.

## Биография
Войцех-Адальберт Иосифович Вагнер родился около 1872 года в городе Желехув, в то время Седлецкой губернии Царства Польского, имел сестру и младшего брата. Получил среднее образование в одной из гимназий Варшавы, продолжил обучение в духовной семинарии в Люблине и в Папском Григорианском университете, где получил степень доктора богословия. В 1899 году был рукоположен в священники в храме Святой Екатерины Александрийской в Санкт-Петербурге, где затем состоял викарием. В ноябре того же года был переведен в Харьков, где преподавал Закон Божий в местных учебных заведениях. В марте 1905 года был назначен викарием харьковского собора Успения Пресвятой Девы Марии.
Вагнер был известен материальной и духовной поддержкой бедных польских семей Харькова. Также был популярен среди своих учеников, поскольку был хорошим оратором, имел хорошую репутацию среди католического и православного населения города. Среди его увлечений была музыка, в первую очередь духовная, знатоком и ценителем которой он был. Входил в состав Харьковского Общества содействия физическому воспитанию детей и заботы о них, был участковым попечителем общества. В состав его участка входили Кокошкинская улица, Чернышевская улица и Пушкинская улица, от Театральной площади до Мироносицкой улицы.
Ночью 3 июня 1905 года на священника было совершено нападение, четыре вора избили его бутылкой и ограбили, забрав часы, кольцо, кошелек, револьвер и одежду, оставив лишь молитвенник. Вагнер был найден ночным сторожем и доставлен в Николаевскую больницу, где был соборован. Умер Войцех-Адальберт Вагнер 4 июня 1905 года в четыре утра. Похоронная месса состоялась 7 июня 1905 года в помещении собора Успения Пресвятой Девы Марии, затем траурная процессия с телом усопшего направилась к железнодорожному вокзалу, поскольку родственники Вагнера захотели похоронить его в родном Желехуве. На вокзале присяжный поверенный Квятковский и инженер-технолог Павловский выступили с речами, в которых высоко оценили моральное состояние покойного и его общественную деятельность. Присутствующие решили собрать деньги для субсидии младшего брата покойного, который в то время учился в гимназии и организовал стипендии для бедных учеников в школе Благотворительного католического общества.
Смерть священника вызвала серьезный гражданский резонанс. В своем сообщении прокурор Харьковского окружного суда Пороховщиков подчеркнул, что нападение не было совершено по личным причинам, а было обычным ограблением. Правоохранительными органами были схвачены четыре рецидивиста, которых суд 10 октября 1905 года признал виновными в нападении и ограблении священника Вагнера. Подсудимые были приговорены к каторжным работам на разные сроки от 10 до 6 лет. Летом следующего года, один из осужденных совершил побег из губернской тюрьмы.
В 1906 году священник И. Чаевский сообщал в газете «Южный край», что члены католической общины решили открыть Приют для бедных детей имени ксендза Вагнера в одном из помещений, принадлежавших католическому собору. Приют открылся в феврале 1906 года, по состоянию на 1914 год, он финансировался на пожертвования общины и в нем жило 10 мальчиков, все они получали среднее образование в учебных заведениях города. В марте 1914 года Правительствующий сенат отменил регистрацию попечительства приюта.

## Фотографии
В газете «Южный край» от 3 июля 1905 года была опубликована фотография священника Вагнера, сделанная фотографом Василием Шабельским. Позже фотограф Алексей Иваницкий переснял фотографию и продавал её копии. Шабельский подавал в суд на Иваницкого, заявив, что не давал последнему разрешение на такие действия. Однако суд отказал в рассмотрении дела, поскольку по тогдашним нормам авторские права на фотографию принадлежали лицу изображенному на фотографии.
Исследователи М.А. Жур и А. Хильковский выделили еще два фотоизображения Вагнера:
- Групповое фото преподавателей и учениц одной из женских гимназий Харькова, также авторства Шабельского.
- фотография неизвестного автора опубликована в газете «Харьковский листок».